# 千葉ポートタワーズ
千葉ポートタワーズ（ちばボートタワーズ）は、プロレスラーによるユニット。旗揚げ当初のKAIENTAI DOJOを主戦場として活動していた。
KAIENTAI-DOJO旗揚げ戦にてメインイベントに抜擢された筑前りょう太にYOSHIYAを加えたタッグチームとして活躍した。ネーミングの由来は同団体所属選手の中でも長身の二人を千葉の観光名所である千葉ポートタワーに擬えた事から。
Nudy Raveの解散やF-words、X'sのメンバー離脱が相次ぐ中2003年5月11日千葉ポートタワーズ主催興行にてやはり長身のジョー緑山が加入し、結束の強さを見せ付けた。
同時期に活躍していたユニットであるロス・クワトロ・タバスコスやパルプンテ等と比べても皆長身であり安定した強さであったが、小柄なサンボ大石が加入してから何かがおかしくなり、吉田屋解散後の世代闘争突入にて事実上の解散となった。

## 所属レスラー
- 筑前りょう太
- YOSHIYA
- ジョー緑山
- サンボ大石

## テーマ曲
- 「Fenzy Man」（T.A.Factory）※「KAIENTAI-DOJO vol.6」に収録